# Alexander Artemev
Alexander Artemev (Minsk, RSS de Bielorrusia, 25 de agosto de 1985) es un gimnasta artístico nacido soviético nacionalizado estadounidense, medallista olímpico de bronce en 2008 en el concurso por equipos.

## Carrera deportiva
En el Mundial celebrado en Aarhus (Dinamarca) en 2006 consiguió el bronce en la competición de caballo con arcos, quedando tras el chino Xiao Qin y el australiano Prashanth Sellathurai (plata).
En los JJ. OO. de Pekín 2008 gana el bronce en el concurso por equipos, tras China (oro) y Japón (plata), siendo sus compañeros: Raj Bhavsar, Joe Hagerty, Jonathan Horton, Justin Spring y Kai Wen Tan.